# (9156) Malanin
(9156) Malanin (1982 TQ2) – planetoida z pasa głównego asteroid okrążająca Słońce w ciągu 3,23 lat w średniej odległości 2,18 j.a. Odkryta 15 października 1982 roku.